# Wsiewołod Kulesza

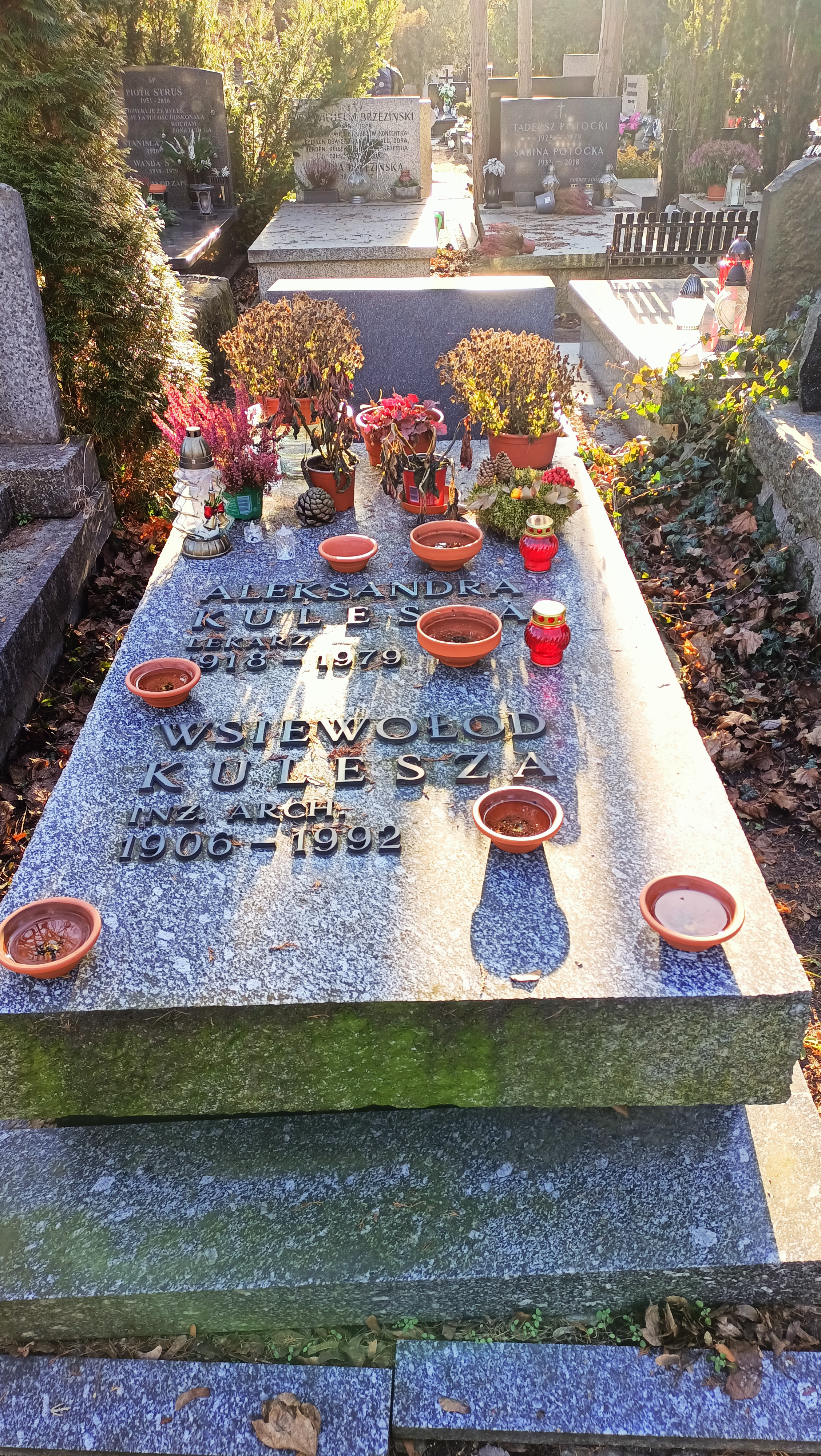
Grób Barbary Lewandowskiej na Cmentarzu Wojskowym na Powązkach

Wsiewołod Kulesza (ur. 26 sierpnia 1907 w Krasnymstawie, zm. 16 lutego 1992) – polski działacz państwowy i architekt, podsekretarz stanu w  Ministerstwie Budownictwa i Przemysłu Materiałów Budowlanych (1964–1968).

## Życiorys
Syn Antoniego i Zofii. W latach 1928–1935 studiował na Wydziale Architektury Politechniki Warszawskiej. Podjął następnie pracę w pracowni architektonicznej Jana Stefanowicza mieszczącej się w Gdyni, a od 1938 w Warszawie. Był zastępcą skarbnika gdyńskiego oddziału Stowarzyszenia Architektów Polskich.
Od 1941 do 1944 był kierownikiem stolarni ręczno-mechanicznej w firmie „Współczesne Wnętrze” w Warszawie. Następnie związany ze Społecznym Przedsiębiorstwem Budowlanym jako pracownik wydziału technicznego w SPB Obwód-Żoliborz (1945–1946) oraz pracownik biura technicznego (1946–1949) i szef planowania w centrali SPB (1949–1950). Następnie zajmował stanowiska wicedyrektora Departamentu Planowania Ministerstwa Budownictwa Przemysłowego (1951–1956) i dyrektora tego departamentu w Ministerstwie Budownictwa oraz Ministerstwie Budownictwa i Przemysłu Materiałów Budowlanych (1957–1969). Od marca 1964 do września 1968 zajmował w tym ostatnim resorcie równocześnie funkcję podsekretarza stanu (jako bezpartyjny). W 1969 został specjalistą z zakresu obliczeń konstrukcji budowlanych w Wydziale Budownictwa Sekretariatu Rady Wzajemnej Pomocy Gospodarczej.
Został pochowany na Cmentarzu Wojskowym na Powązkach.

## Odznaczenia
Odznaczony Złotym Krzyżem Zasługi (1954).